# Le Déliateur

Le Déliateur d'Ernest Van de Velde, l'auteur de la célèbre Méthode Rose, est une méthode pour l'apprentissage du piano parue en 1926 aux Éditions Van de Velde, puis rééditée en 1963 dans une version revue et développée par Pierre Maillard-Verger. Il s'agit d'un cours gradué de technique pianistique. On y trouve des illustrations indiquant les positions de la main pour les passages du pouce et les mouvements du poignet. 700 000 exemplaires en auraient été vendus.